# Пуун Ман Тік
Пуун Ман Тік (кит.: 潘文迪; нар. 24 лютого 1975, Гонконг) — гонконзький футболіст, опорний півзахисник клубу «Ресурс Кепітал».

## Клубна кар'єра
Виступав у клубах гонконзької Прем'єр-ліги «Войселінк», «Голден», «Істерн», «Саут Чайна», «Сун Хей» та «Геппі Веллі». Влітку 2009 року перейшов до складу представника Першого дивізіону Гонконгу «Ресурс Кепітал», де став граючим помічником головного тренера. З 2011 по 2012 рік виступав у чемпіонаті Макао за «Хонг Нгай».

## Кар'єра в збірній
У футболці національної збірної Гонконгу дебютував 1998 року. Зіграв 15 матчів, у яких відзначився 1 голом. Востаннє в складі збірної на футбольне поле виходив 2005 року.

## Стиль гри
Зазвичай виступає на позиції опорного півзахисника або правого захисника.

## По завершенні кар'єри
По завершенні кар'єри гравця Пуун допомагає в ролі гостя на телеканалах Television Broadcasts Limited та ESPN коментувати матчі Ліги чемпіонів УЄФА, Кубку Англії та Першого дивізіону Гонконгу.

## Тренерська діяльність
У липні 2010 року призначений помічником головного тренера команди «Гонконг ліг XI», яка бере участь в міжнародних товариських матчах.
20 січня 2015 року представник Першого дивізіону Гонконгу «Геппі Веллі» на офіційній сторінці у Facebook оголосив, що Пуун Ман Тік приєднався до тренерського штабу як головний тренер до завершення сезону.

## Особисте життя
Навчався в католицькій школі Бішоп Пачанг, закінчив середню школу Ко Лю.
Знімався в різноманітних рекламних роликах. Зокрема, у 1991 році рекламував напій «Якуруто». Також знявся в одній з серій «Kung Fu Soccer».
Молодший брат, Пун Ман Чан, також був професіональним футболістом.

## Статистика виступів

### Клубна
Станом на 20 вересня 2008
| Клуб             | Сезон   | Ліга  | Ліга | Кубок | Кубок | Кубок ліги | Кубок ліги | Кубок ФА | Кубок ФА | Кубок АФК | Кубок АФК | Загалом | Загалом |
| Клуб             | Сезон   | Матчі | Голи | Матчі | Голи  | Матчі      | Голи       | Матчі    | Голи     | Матчі     | Голи      | Матчі   | Голи    |
| ---------------- | ------- | ----- | ---- | ----- | ----- | ---------- | ---------- | -------- | -------- | --------- | --------- | ------- | ------- |
| «Ресурс Кепітал» | 2009-10 | 6 (0) | 1    | 1 (0) | 1     | 0 (0)      | 0          | 0 (0)    | 0        | Н/В       | Н/В       | 7 (0)   | 2       |
| «Ресурс Кепітал» | Загалом | 6 (0) | 1    | 1 (0) | 1     | 0 (0)      | 0          | 0 (0)    | 0        | 0 (0)     | 0         | 7 (0)   | 2       |